# Organ koncesyjny
Ten artykuł należy dopracować:

przedstawiono sytuację tylko z polskiej perspektywy – artykuł powinien być przekrojowy.
Pomóż go poprawić. 
Organ koncesyjny – jedno z pojęć z zakresu prawa gospodarczego publicznego.
W Polsce w rozumieniu przepisów o działalności gospodarczej organem jest właściwy w sprawach podejmowania, wykonywania lub zakończenia działalności gospodarczej organ administracji publicznej, inny organ władzy publicznej, z wyłączeniem sądów, a także organ samorządu zawodowego. Organ koncesyjny udziela, odmawia udzielenia, zmienia, zawiesza i cofa koncesję albo ograniczenie jej zakres. Decyzję w tych sprawach wydaje minister, o ile ustawy dotyczące danego rodzaju działalności nie stanowią inaczej. Według uchylonej ustawy o swobodzie działalności gospodarczej organ koncesyjny był organem administracji publicznej upoważnionym na podstawie ustawy do udzielania, odmowy udzielania, zmiany i cofania koncesji.